# 周俊明
周俊明（1949年—），汉族，中华人民共和国政治人物、第十一届全国政协委员。
加入中国共产党，担任中央政府驻香港联络办副主任。2008年，当选第十一届全国政协委员，代表特邀香港人士，分入第五十三组。